# Opius riphaeus
Opius riphaeus är en stekelart som beskrevs av Vladimir Ivanovich Tobias 1986. Opius riphaeus ingår i släktet Opius och familjen bracksteklar. Inga underarter finns listade i Catalogue of Life.